# It Takes a Man and a Woman
It Takes a Man and a Woman je filipínská romantická komedie z roku 2013 režírovaná Cathy Garcia-Molinovou. Děj filmu navazuje na filmy A Very Special Love a You Changed My Life. Podle CNN někteří lidé strávili 3-5 hodin řízením do míst, kde byl tento film promítán, aby ho viděli.

## Děj
Laida přilétá po dvou letech z USA a někomu volá. Zdá se, že volá Miguelovi, protože ten také někomu volá. Nakonec se ukáže, že Laida volala rodičům a Miguel své nové přítelkyni Belle.
Laida s Miguelem se totiž rozešli. Když se Laida vrátila z Kanady, potřebovala ji její matka, protože jí podvedl manžel. Miguelovi zemřel otec a tak Laidu potřeboval také. Kvůli své matce Laida nešla na pohřeb Miguelova otce. Miguel byl na pohřbu sám a sblížil se s dávnou rodinnou přítelkyní Belle. Když se Laida večer rozhodla zajít za Miguelem, uviděla Miguela a Belle, jak se líbají. Utekla a odjela do New Yorku.
Důvod, proč se Laida z New Yorku vrátila, je, že jí Arturo požádal o pomoc s proměnou časopisu Bachelor, kam se Miguel vrátil, protože ztratil důvěru správní rady kvůli chybám ve vedení leteckého byznysu. Laida představí svůj plán, ale kvůli trvajícím citům k Miguelovi a jeho vztahu s Belle své rozhodnutí Miguelovi pomoci změní, dokud jí Miguel neřekne, že ji potřebuje.
Následující den Laida představí transformaci časopisu Bachelor na MET a Zoila navrhne, aby transformaci ukázali na Laidině životním příběhu. Když začne fotografování, něco na fotkách chybí, a Ladin otec poznamená, že to, co chybí, je Laidin úsměv. Celý fotografický štáb včetně Miguela se snaží Laidě zlepšit náladu, ale marně. Večer Miguel koupí pizzu a v kanceláři ji rozdá všem, Laida ji ale odmítne.
Za několik dní si Laida přečte v novinách o problémech v podnikání rodiny Montenegro a důvod, proč ji Arturo najal. Volá Arturovi, aby mohla zajít za Miguelem. Když se Laida s Miguelem sejdou, Miguel jí vypráví o tom, jak měl všechno. Pak jeho otec zemřel a on ztratil sebevědomí a začal dělat chyby. Pak ztratil Laidu, což ho zničilo. Následně ztratil i letecký byznys. Laida se rozhodne i přes Miguelův vztah s Belle Miguelovi pomoci s transformací časopisu.
Druhý den letí Miguel a Laida do New Yorku. V hotelu, kde měl mít Miguel rezervovaný pokoj, je ale plně obsazeno, proto Laida navrhne, že by mohl spát u ní v pokoji na podlaze. Nakonec ale spí oba na jedné posteli odděleni od sebe peřinou. Ráno se ale probudí v objetí.
Protože schůzka se zástupci MET je zrušena, Laida a Miguel podniknou prohlídku New Yorku. Při návštěvě své známé tato známá pozná Miguela, protože byl v New Yorku poté, co se s ním Laida rozešla a on se vydal za ní. Ale tehdy se nesetkali, takže Laida o jeho tehdejším příletu nevěděla. Miguel pak v newyorském bytě Laidě vysvětluje, proč tehdy do New Yorku letěl. Laida začne Miguelovi znovu věřit a skoro se políbí, když někdo zaklepe na dveře. Tím někým je Belle. Prezentace u MET tedy proběhne za Belliny účasti. Po prezentaci se všichni tři vrací zpět na Filipíny.
Po návratu se Miguel rozejde s Belle, protože stále miluje Laidu. Na setkání správní rady se Miguel rozhodne, že pokud MET nebude souhlasit vydáváním časopisu MET ve vydavatelství rodiny Montenegro, okamžitě rezignuje. Prostřednictvím videohovoru zástupce MET správní radě sdělí, že nechtějí vydávat časopis MET ve vydavatelství rodiny Montenegro, ale že je prezentace přesvědčila natolik, že nabízejí partnerství pod podmínkou, že se Laida vrátí zpět do New Yorku. Miguel se rozhodne navštívit hrob své matky a všichni tři jeho nevlastní sourozenci Arturo, Roger a Alice jdou poprvé s Miguelem. Po letech má Miguel konečně pocit, že je rovnoprávným členem rodiny. Při podepisování smlouvy mezi MET a rodinou Montenegro nechá Arturo přehrát videozáznam s proslovem otce Luise Montenegra, o čem byznys rodiny Montenegro je.
Následující den Laidina rodina doprovází Laidu na letiště. Veškerý personál letiště při tom zpívá oblíbenou píseň Laidy a Miguela. Na letišti jsou také redaktoři Bacheloru a i všichni tři Miguelovi nevlastní sourozenci. Miguel žádá Laidiny rodiče o Laidinu ruku a Ladina matka Miguelovi říká, že o tom musí rozhodnout Laida sama. Laida souhlasí a Miguel a Laida se vezmou a odjedou na líbánky.

## Obsazení
| Sarah Geronimo                                         | Laida Magtalas                        |
| John Lloyd Cruz                                        | Miguel Montenegro                     |
| Isabelle Daza                                          | Belle Laurel                          |
| Dante Rivero                                           | Luis Montenegro                       |
| Rowell Santiago                                        | Arturo Montenegro                     |
| Johnny Revilla                                         | Roger Montenegro                      |
| Bing Pimentel                                          | Alice Montenegro                      |
| Malou Abila (jako Mhalou Avila)                        | Rogerova žena                         |
| Al Tantay                                              | Tomas Magtalas                        |
| Irma Adlawan                                           | Baby Magtalas                         |
| Bernard Palanca                                        | Mon                                   |
| Matet De Leon                                          | Zoila                                 |
| Joross Gamboa                                          | John Rae                              |
| Gio Alvarez                                            | Vincent                               |
| Miles Ocampo                                           | Rose Magtalas                         |
| Arno Morales                                           | Stephen Magtalas                      |
| Andrei Garcia                                          | Lio Magtalas                          |
| Kalila Aguilos                                         | Violy                                 |
| Alcris Galura (jako Alchris Galura)                    | Andy                                  |
| Guji Lorenzana                                         | Carlo                                 |
| Gee-Ann Abrahan (jako Gee-Ann Abraham)                 | Marie                                 |
| Me-Anne Flores                                         | Tara                                  |
| Alexis Nacion                                          | Russel                                |
| Kristine Lam                                           |                                       |
| Benjamin Domingo Jr.                                   | kurýr                                 |
| David White                                            | šéf MET                               |
| Vangie Labalan                                         | Manang Chacha                         |
| Olive Cruz (jako Olive Isidro)                         | palubní personál                      |
| Cecil Paz                                              | imigrační úřednice                    |
| Mike Lloren                                            |                                       |
| Carol Guanlao                                          | Tita Che                              |
| Richard Manabat                                        | manžel Tity Che                       |
| Ben Evans                                              | Ben                                   |
| Edison Maghzi (jako Edison Maghzie)                    | člen perské rodiny                    |
| Par Maghzi (jako Par Maghzie)                          | člen perské rodiny                    |
| Parsa Maghzie                                          | člen perské rodiny                    |
| Angel Maghzie                                          | člen perské rodiny                    |
| Hayda D. K. Sahar                                      | člen perské rodiny                    |
| Osh Laurel                                             | Arturoova sekretářka                  |
| Shari Marie Terese E. Montiague (jako Shari Montiague) | letuška                               |
| Rolly Cruz                                             | palubní personál                      |
| Boy Ablola                                             | palubní personál                      |
| Cecil Orias                                            | palubní personál                      |
| Mean Young                                             | palubní personál                      |
| Nora Vidal                                             | palubní personál                      |
| Mary Emerald O'Hara                                    | palubní personál                      |
| Tere                                                   | nájemník v New Yorku                  |
| Elizabeth Roy Quintal                                  | nájemník v New Yorku                  |
| Ohara Castelo                                          | nájemník v New Yorku                  |
| Richard Castelo                                        | nájemník v New Yorku                  |
| Bubbles De Leon                                        | kamarádka na Times Square v New Yorku |
| Marini Lengson                                         | kamarádka na Times Square v New Yorku |
| Lea Delos Santos                                       | kamarádka na Times Square v New Yorku |
| Lei Delos Santos                                       | kamarádka na Times Square v New Yorku |